# Aserbaidschanischer Fußballpokal 2004/05
Der Aserbaidschanischer Fußballpokal 2004/05 war die 13. Austragung des Pokalwettbewerbs im Fußball in Aserbaidschan. Pokalsieger wurde der FK Baku, der sich im Finale gegen İnter Baku mit 2:1 nach Verlängerung durchsetzte. Durch den Sieg nahm der FK Baku an der 1. Qualifikationsrunde im UEFA-Pokal 2005/06 teil.

## Modus
Bis zum Halbfinale wurden die Sieger in Hin- und Rückspiel ermittelt. Bei Torgleichstand in beiden Spielen zählte zunächst die größere Zahl der auswärts erzielten Tore; gab es auch hierbei einen Gleichstand, wurde das Rückspiel verlängert und ggf. ein Elfmeterschießen zur Entscheidung ausgetragen.

## Teilnehmer
| Premyer Liqası (18) | Premyer Liqası (18) | Birinci Divizionu (8) |
| --- | --- | --- |
| - FK Adliyya Baku - FK Baku - MKT Araz İmişli - Bakılı Baku PFK - FK Gənclərbirliyi Sumqayıt - FK Göyəzən Qazax - İnter Baku - FK Karat Baku - FK Karvan Yevlax | - FK Gəncə - MOİK Baku PFK - Neftçi Baku PFK - FK Qarabağ Ağdam - FK Şahdağ-Samur - FK Şəmkir - FK Shafa Baku - PFK Turan Tovuz - FK Xəzər Lənkəran | - AMMK Baku - FK Göyçə Baku - FK Adliyya Baku II - FK Viləş Masallı - ANŞAD-Petrol Neftçala - Gənclik-95 Sumqayıt - FK Energetik Mingəçevir - FK Xəzər Lənkəran II |

## 1. Runde
In dieser Runde nahmen zwölf Erstligisten und alle acht Zweitligisten teil.
| Datum             |                              | Gesamt |                      | Hinspiel | Rückspiel |
| ----------------- | ---------------------------- | ------ | -------------------- | -------- | --------- |
| 20.10./27.11.2004 | FK Göyçə Baku (II)           | 2:7    | Bakılı Baku PFK (I)  | 2:4      | 0:3       |
| 20.10./27.11.2004 | FK Adliyya Baku II (II)      | 03:11  | FK Qarabağ Ağdam (I) | 1:4      | 2:7       |
| 20.10./27.11.2004 | Gənclik-95 Sumqayıt (II)     | 00:10  | İnter Baku (I)       | 0:5      | 0:5       |
| 20.10./27.11.2004 | FK Şahdağ-Samur (I)          | 0:2    | MOİK Baku PFK (I)    | 0:2      | 0:0       |
| 20.10./27.11.2004 | FK Energetik Mingəçevir (II) | 1:7    | FK Karvan Yevlax (I) | 0:5      | 1:2       |
| 20.10./27.11.2004 | FK Xəzər Lənkəran II (II)    | 2:3    | FK Shafa Baku (I)    | 0:2      | 2:1       |
| 20.10./27.11.2004 | FK Viləş Masallı (II)        | 0:8    | MKT Araz İmişli (I)  | 0:1      | 0:7       |
| 20.10./27.11.2004 | FK Adliyya Baku (I)          | 1:6    | PFK Turan Tovuz (I)  | 1:2      | 0:4       |
| 20.10./27.11.2004 | AMMK Baku (II)               | 1:4    | FK Gəncə (I)         | 0:2      | 1:2       |
| 20.10./27.11.2004 | ANŞAD-Petrol Neftçala (II)   | 0:7    | FK Şəmkir (I)        | 0:2      | 0:5       |

## Achtelfinale
Teilnehmer: Die zehn Sieger der 1. Runde und sechs weitere Erstligisten.
| Datum             |                      | Gesamt          |                                | Hinspiel | Rückspiel |
| ----------------- | -------------------- | --------------- | ------------------------------ | -------- | --------- |
| 24.11./01.12.2004 | Neftçi Baku PFK (I)  | 6:2             | Bakılı Baku PFK (I)            | 3:2      | 3:0       |
| 24.11./01.12.2004 | FK Qarabağ Ağdam (I) | 1:2             | İnter Baku (I)                 | 1:0      | 0:2       |
| 24.11./01.12.2004 | MOİK Baku PFK (I)    | (a)1:1(a)       | FK Göyəzən Qazax (I)           | 0:0      | 1:1       |
| 24.11./01.12.2004 | FK Shafa Baku (I)    | 1:5             | FK Gənclərbirliyi Sumqayıt (I) | 1:1      | 0:4       |
| 24.11./01.12.2004 | MKT Araz İmişli (I)  | (a)2:2(a)       | PFK Turan Tovuz (I)            | 1:0      | 1:2       |
| 24.11./01.12.2004 | FK Gəncə (I)         | (a)4:4(a)       | FK Karat Baku (I)              | 2:3      | 2:1       |
| 24.11./01.12.2004 | FK Şəmkir (I)        | 1:3             | FK Baku (I)                    | 0:0      | 1:3       |
| 24.11./01.12.2004 | FK Karvan Yevlax (I) | 2:2 (4:5 i. E.) | FK Xəzər Lənkəran (I)          | 1:1      | 1:1 n. V. |

## Viertelfinale
| Datum             |                                | Gesamt          |                       | Hinspiel | Rückspiel |
| ----------------- | ------------------------------ | --------------- | --------------------- | -------- | --------- |
| 07.03./15.03.2005 | MOİK Baku PFK (I)              | 0:2             | FK Xəzər Lənkəran (I) | 0:1      | 0:1       |
| 07.03./15.03.2005 | FK Gənclərbirliyi Sumqayıt (I) | 1:3             | MKT Araz İmişli (I)   | 0:0      | 1:3       |
| 07.03./15.03.2005 | FK Karat Baku (I)              | 1:3             | FK Baku (I)           | 1:2      | 0:1       |
| 07.03./15.03.2005 | Neftçi Baku PFK (I)            | 0:0 (3:4 i. E.) | İnter Baku (I)        | 0:0      | 0:0 n. V. |

## Halbfinale
| Datum             |                     | Gesamt |                       | Hinspiel | Rückspiel |
| ----------------- | ------------------- | ------ | --------------------- | -------- | --------- |
| 16.04./29.04.2005 | İnter Baku (I)      | 3:2    | FK Xəzər Lənkəran (I) | 2:1      | 1:1       |
| 16.04./29.04.2005 | MKT Araz İmişli (I) | 1:2    | FK Baku (I)           | 0:1      | 1:1       |

## Finale
| Paarung        | İnter Baku – FK Baku |
| Ergebnis       | 1:2 n. V. (1:1, 0;1) |
| Datum          | 28. Mai 2005 |
| Stadion        | Tofiq-Bəhramov-Stadion, Baku |
| Zuschauer      | 10.000 |
| Schiedsrichter | Fariz Yuzifov |
| Tore           | 0:1 Leandro Melino Gomes (5.) 1:1 Uladsimir Makouski (52.) 1:2 Andrezinho (114.) |
| İnter Baku     | Konstantin Gusjew – Jewhen Kotow, Wolodimir Lewin, Zaur Həşimov (107. Orxan Racabov), Mikayil Namazov, (46. Ramil Sayadov) – Michail Makouski, Elmar Baxsiyev, Aqsin Omarov (70. Elsan Mammədov) – Lucky Idahor, Uladzimir Makouski, Serhiy Tschernjak.                 |
| FK Baku        | Elşən Poladov – André Luis Ladaga, Rafael Amirbayov, Ramin Quliyev, Fernando Nestor Perez (46. Oleksandr Tschertohanow) – Aleksandre Gogoberischwili, Marius Mircea Şuleap, Rail Məlikov, Ilyas Qurbanov – Leandro Melino Gomes, Yasar Abuzarov (106. Ceyhun Sultanov). |
| Gelbe Karten   | Mikayil Namazov, Aqsin Omarov, Jewhen Kotow, Serhiy Tschernjak – Yasar Abuzarov, Aleksandre Gogoberischwili, André Luis Ladaga |
| Platzverweise  | Lucky Idahor (112.) – Andrezinho (119.) |